# Mont Kōmyō
Le mont Kōmyō (光明山, Kōmyō-san) est une montagne culminant à 879 m d'altitude dans la préfecture de Niigata au Japon.